# Santa María (Peru)
O Distrito peruano de Santa María é um dos 12 distritos que formam a Província de Huaura, situada no Departamento de Lima, pertencente a Região Lima, na zona central do Peru.

## Transporte
O distrito de Santa María é servido pela seguinte rodovia:
- PE-1N, que liga o distrito de Aguas Verdes (Região de Tumbes) - Ponte Huaquillas/Aguas Verdes (Fronteira Equador-Peru) - e a rodovia equatoriana E50 - à cidade de Lima (Província de Lima)
- PE-1NE, que liga o distrito de Huaura à cidade de Sayán
- LM-103, que liga a cidade ao distrito de Huaura [1][2][3]